# 17-й цикл сонячної активності
17-й цикл сонячної активності — сімнадцятий сонячний цикл, рахуючи від 1755 року, коли розпочався систематичний моніторинг кількості сонячних плям. Цикл тривав 10,4 року від вересня 1933 року до лютого 1944 року. Максимальне протягом цього сонячного циклу значення числа Вольфа для кількості сонячних плям спостерігалося у квітні 1937 року і становило 198,6, а початковий мінімум числа Вольфа становив 5,8. У мінімумі сонячної активності під час переходу від 17-го до 18-го циклу сонячної активності було загалом 269 днів без сонячних плям.

## Історія
25 січня 1938 року по всій Європі спостерігалося грандіозне полярне сяйво, яке досягло аж до Португалії та Сицилії на півдні, що налякало багатьох людей. Дехто вважав, що червоне сяйво свідчить про великі пожежі, інші ж пов'язували його з пророцтвами Фатіми. 3 квітня 1940 року над Нью-Йорком було видно полярне сяйво.